# Milan Kocích
JUDr. Milan Kocích (13. dubna 1951 v Opavě – 17. prosince 1980 v Praze) byl český právní historik.
Působil na Právnické fakultě Univerzity Karlovy. Věnoval se zejména právní dějinám práva slovanských zemí, problematice jazykového práva a právnímu postavení národnostních menšin.